# Gla

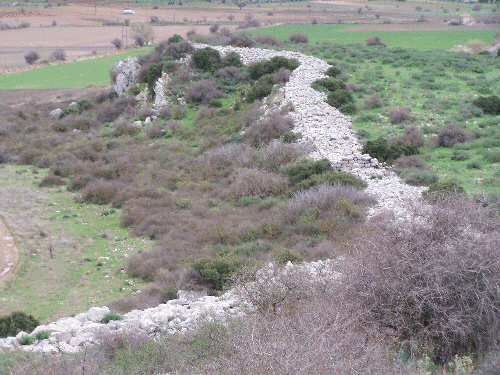
Część fortyfikacji Gla. W tle widoczny fragment równiny Kopais

Gla – rozległa mykeńska twierdza w Beocji, w Grecji, położona na wschodnim brzegu sezonowego jeziora Kopais. Jej zadaniem było zapewne strzec systemu irygacyjnego i obszarów rolniczych powstałych po osuszeniu jeziora. Ok. 1225 r. p.n.e. twierdza uległa zniszczeniu wraz z wieloma innymi ośrodkami mykeńskimi.